# Centre d'interprétation de l'eau
Le Centre d'interprétation de l'eau (C.I.EAU) est un musée scientifique situé à Laval, au Québec. Il est destiné à l'information citoyenne sur l'eau potable et le traitement des eaux usées à travers diverses expériences ludiques et interactives. Il est localisé dans la station de production d’eau potable dans le quartier du Vieux Sainte-Rose.

## Historique
Le centre est fondé en 2002 par André Perrault, ancien directeur des Travaux publics et de l’environnement de la municipalité de Laval. C'est en 2008 que l'organisme muséal inaugure sa première exposition permanente destinée à un public de tous les âges: Le chemin de l’eau: de la rivière à la rivière,.

## Mission
Le C.I.EAU a pour mission, la protection et l’utilisation responsable de l’eau ainsi que la conservation historique des technologies reliées à l’eau. Le centre comporte un volet éducatif par lequel il informe le public sur la distribution de l’eau potable et la disposition écologique des eaux usées en milieu urbain. Diverses activités pédagogiques, animations et conférences sont aussi offertes dans la programmation régulière.
La responsabilité environnementale, l'innovation et l'engagement social sont inscrits dans les valeurs de base du musée.

## Expositions et activités
C'est à partir de 2008, que le C.I.EAU accueille sa première exposition permanente Le chemin de l’eau: de la rivière à la rivière ainsi que diverses expositions temporaires dont Dérive de l'artiste lavalloise Lucette Tremblay en 2022.
La collection du Centre d'interprétation de l'eau comporte de 400 artéfacts et archives reliés aux technologies de traitement de l’eau.

## Programmes scolaires
Le Centre est inscrit dans le répertoire officiel Culture-Éducation du ministère de la Culture et des Communications du Québec. Des activités éducatives variées, scientifiques et techniques sont destinées à une clientèle préscolaire, primaire, secondaire ainsi qu'au niveau collégial et universitaire.
En collaboration avec le Cobamil, le centre participe à la création la pièce de théâtre Eldorad’eau, la quête de l’or bleu dont le but est de sensibiliser les jeunes citoyens aux enjeux de l’environnement liés à la protection de l’eau.   
| Liste des activités pédagogiques                                                 | Liste des activités pédagogiques | Liste des activités pédagogiques | Liste des activités pédagogiques |
| Niveau scolaire                                                                  | Nom de l'activité                | Capacité                         | Durée                            |
| -------------------------------------------------------------------------------- | -------------------------------- | -------------------------------- | -------------------------------- |
| Garderie et CPE                                                                  | Bye Bye Caca! Mais où vas-tu?    | 20                               | 45 minutes                       |
| Primaire 1er cycle                                                               | Compareau                        | 60                               | 120 minutes                      |
| Primaire 2e cycle                                                                | Duel Eau’ratoire                 | 30                               | 60 minutes                       |
| Primaire 2e cycle                                                                | Chasse aux bibittes aquatiques   | 30                               | 150 minutes                      |
| Primaire 3e cycle                                                                | Eau bout de la chaîne            | 30                               | 60 minutes                       |
| Primaire 3e cycle Secondaire 1er cycle                                           | Eau Secours des Eauvillois       | 30                               | 300 minutes                      |
| Primaire 3e cycle Secondaire 1er cycle Secondaire 2e cycle Collège et université | Visite d’une station d’eau       | 30                               | 120 minutes                      |
| Primaire 3e cycle Secondaire 1er cycle Secondaire 2e cycle Collège et université | Eau Cube                         | 30                               | 60 minutes                       |
| Primaire 3e cycle Secondaire 1er cycle                                           | Pièce de théâtre Eldorad’eau     | 300                              | 55 minutes                       |

## Rallye des rivières
Créé en 2012, le Rallye des rivières est un parcours récréatif et touristique de 125 km réalisables à vélo ou dans un véhicule motorisé. Le circuit comporte 21 bornes éducatives localisées sur les berges des rivières des Mille Îles et des Prairies. Une application mobile bilingue vient bonifier l'expérience depuis 2021. Elle est disponible gratuitement sur les systèmes d'exploitation IOS et Android.